# Jim Kelly (football américain)
Pour les articles homonymes, voir Kelly et Jim Kelly.
Pro Football Hall of Fame 2002
(en) Statistiques sur pro-football-reference
Jim Kelly est un joueur américain de Football américain, né le 14 février 1960 à Pittsburgh, qui évoluait au poste de quarterback. Il a joué 11 saisons dans la National Football League (NFL) pour les Bills de Buffalo (1986 à 1999).

## Biographie
Il effectua sa carrière universitaire avec les  Miami Hurricanes puis joua deux saisons avec les Houston Gamblers dans la United States Football League (USFL).
Il fut drafté en NFL au 1er tour en 1983 par les Bills de Buffalo. Après la faillite de la USFL, Kelly rejoint les Bills qui avaient conservé leurs droits sur lui dans la NFL. Avec Kelly les Bills sont parvenus huit fois en play-off en onze saisons. Il a introduit les attaques enchaînées, sans huddles, ne donnant pas la possibilité aux adversaires de s'adapter en faisant des changements.
Jim Kelly a disputé 160 matchs de NFL, il a cumulé 35 467 yards à la passe pour 237 touchdowns et 1 049 yards à la course, marquant lui-même 7 touchdowns.

## Statistiques
| Année                    | Équipe                   | MJ                       |         | Passes   | Passes | Passes | Passes | Passes | Passes | Passes  |       | Courses | Courses | Courses | Courses |
| Année                    | Équipe                   | MJ                       | Tentées | Réussies | Pct.   | Yards  | TD     | Int.   | Éval.  | Tentées | Yards | Moy.    | TD      |         |         |
| 1984                     | Gamblers de Houston      | 18                       | 587     | 370      | 63     | 5 219  | 44     | 26     | 98,2   | 85      | 493   | 5,8     | 5       |         |         |
| 1985                     | Gamblers de Houston      | 18                       | 567     | 360      | 63,5   | 4 623  | 39     | 19     | 97,9   | 28      | 170   | 6,1     | 1       |         |         |
|                          |                          |                          |         |          |        |        |        |        |        |         |       |         |         |         |         |
| 1986                     | Bills de Buffalo         | 16                       | 480     | 285      | 59,4   | 3 593  | 22     | 17     | 83,3   | 41      | 199   | 4,9     | 0       |         |         |
| 1987                     | Bills de Buffalo         | 12                       | 419     | 250      | 59,7   | 2 798  | 19     | 11     | 83,8   | 29      | 133   | 4,6     | 0       |         |         |
| 1988                     | Bills de Buffalo         | 16                       | 452     | 269      | 59,5   | 3 380  | 15     | 17     | 78,2   | 35      | 154   | 4,4     | 0       |         |         |
| 1989                     | Bills de Buffalo         | 13                       | 391     | 228      | 58,3   | 3 130  | 25     | 18     | 86,2   | 29      | 137   | 4,7     | 2       |         |         |
| 1990                     | Bills de Buffalo         | 14                       | 346     | 219      | 63,3   | 2 829  | 24     | 9      | 101,2  | 22      | 63    | 2,9     | 0       |         |         |
| 1991                     | Bills de Buffalo         | 15                       | 474     | 304      | 64,1   | 3 844  | 33     | 17     | 97,6   | 20      | 45    | 2,3     | 1       |         |         |
| 1992                     | Bills de Buffalo         | 16                       | 462     | 269      | 58,2   | 3 457  | 23     | 19     | 81,2   | 31      | 53    | 1,7     | 1       |         |         |
| 1993                     | Bills de Buffalo         | 16                       | 470     | 288      | 61,3   | 3 382  | 18     | 18     | 79,9   | 36      | 102   | 2,8     | 0       |         |         |
| 1994                     | Bills de Buffalo         | 14                       | 448     | 285      | 63,6   | 3 114  | 22     | 17     | 84,6   | 25      | 77    | 3,1     | 1       |         |         |
| 1995                     | Bills de Buffalo         | 15                       | 458     | 255      | 55,7   | 3 130  | 22     | 13     | 81,1   | 17      | 20    | 1,2     | 0       |         |         |
| 1996                     | Bills de Buffalo         | 13                       | 379     | 222      | 58,6   | 2 810  | 14     | 19     | 73,2   | 19      | 66    | 3,5     | 2       |         |         |
| Totaux en carrière (NFL) | Totaux en carrière (NFL) | Totaux en carrière (NFL) | 4 779   | 2 874    | 60,1   | 35 467 | 237    | 175    | 84,4   | 304     | 1 049 | 3,5     | 7       |         |         |

## Palmarès

### Universitaire
- 1981 : 10e passeur de NCAA

### NFL
- Défaite au Super Bowl en 1991, 1992, 1993 et 1994
- Pro Bowl :  1987, 1988, 1990, 1991 et 1992